# Вільгельм Принципатський
Вільге́льм (Гульєльмо) Отвільський (фр. Guillaume de Hauteville; італ. Guglielmo d'Altavilla; прибл. 1027—1080), також відомий як Вільгельм Принципатський (фр. Guillaume de Principat; італ. Guglielmo del Principato; прибл. 1027—1080) — один із молодших синів нормандського барона Танкреда Отвільського від його другої дружини Фрессенди. У латинських джерелах його ім'я вказується як Willermus, а не Wilelmus, відповідно французькою його часто вказують як Guillerm, а не Guillaume. На завойованих у Південній Італії землях заснував в 1055 році Принципатське графство.

## Біографія
Вільгельм покинув Нормандію близько 1053 року разом зі своїм старшим зведеним по батьку братом Жофруа та рідним братом Може. Він був приязно прийнятий своїм старшим зведеним братом Онфруа Отвільським, що правив в Південній Італії Апулійським графством і взяв участь у вирішальній Битві при Чівітате 1053 року.

### Граф Принципатський
У 1055 році Вільгельм захопив замок Сан-Нікандро (сьогодні Сан-Лікандро) на березі річки Танагро поблизу Еболі, який утворив центр нового Принципатського графства, яке в цьому році йому офіційно надав в лен Онфруа. У 1058 році він одружився з Марією, дочкою лангобардського герцога Соррентського Гвідо, брата Гваймара IV Салернського. Він успадкував усі землі Гвідо в Салернському князівстві та воював з наступником Гваймара, Гізульфом II. Він наполегливо завойовував землі Салернського князівства, доки під владою лангобардського князя не залишилося нічого, крім самого міста Салерно. Завойовані у князівства (лат. Principat) землі Вільгельм приєднав до свого Принципатського графства. Він також успадкував Капітанатське графство від свого брата Може, який помер між 1054 і 1060 роками. Це останнє володіння він віддав Онфруа з братньої любові, повідомляє нам Малатерра.
Зі смертю Онфруа в лютому 1057 року Вільгельм втратив захисника, який завжди підтримував його в протистояннях із старшим братом Робертом Гвіскаром. Тож він запросив свого молодшого брата Рожера, який ще не мав жодних земель в Південній Італії, приєднатися до нього. Вільгельм пообіцяв Рожеру половину всього, що мав, окрім дружини та дітей, дав йому замок Скалеа в Катандзаро та допоміг у протистоянні із Робертом Гвіскаром, який успадкував Апулійське графство після Онфруа і узурпував земельні володіння останнього, відібравши їх у законних спадкоємців, Абеляра та Германа Отвільських.
Пізніше він воював проти Роберта, коли Роберт надав підтримав противника Вільгельма, князя Салернського Гізульфа II, щоб отримати заміж сестру Гізульфа, Сікельгайту. У 1067 році Мельфійський собор відлучив його від церкви разом із Тургісом де Рота та Гімондом де Муленом за крадіжку майна з церкви Альфано I, архієпископа Салернського. Пізніше того ж року він вирушив до Салерно, щоб примиритися з папою Олександром II.
Згідно з деякими джерелами, він помер у 1080 році, хоча інші стверджують, що він жив у XII столітті (до 1104, 1113 або 1117 року), брав участь у візантійських походах Гвіскара та був присутній у Битві при Дураццо в жовтні 1081 року. Його поховали в церкві Святої Трійці у Венозі.

## Родина

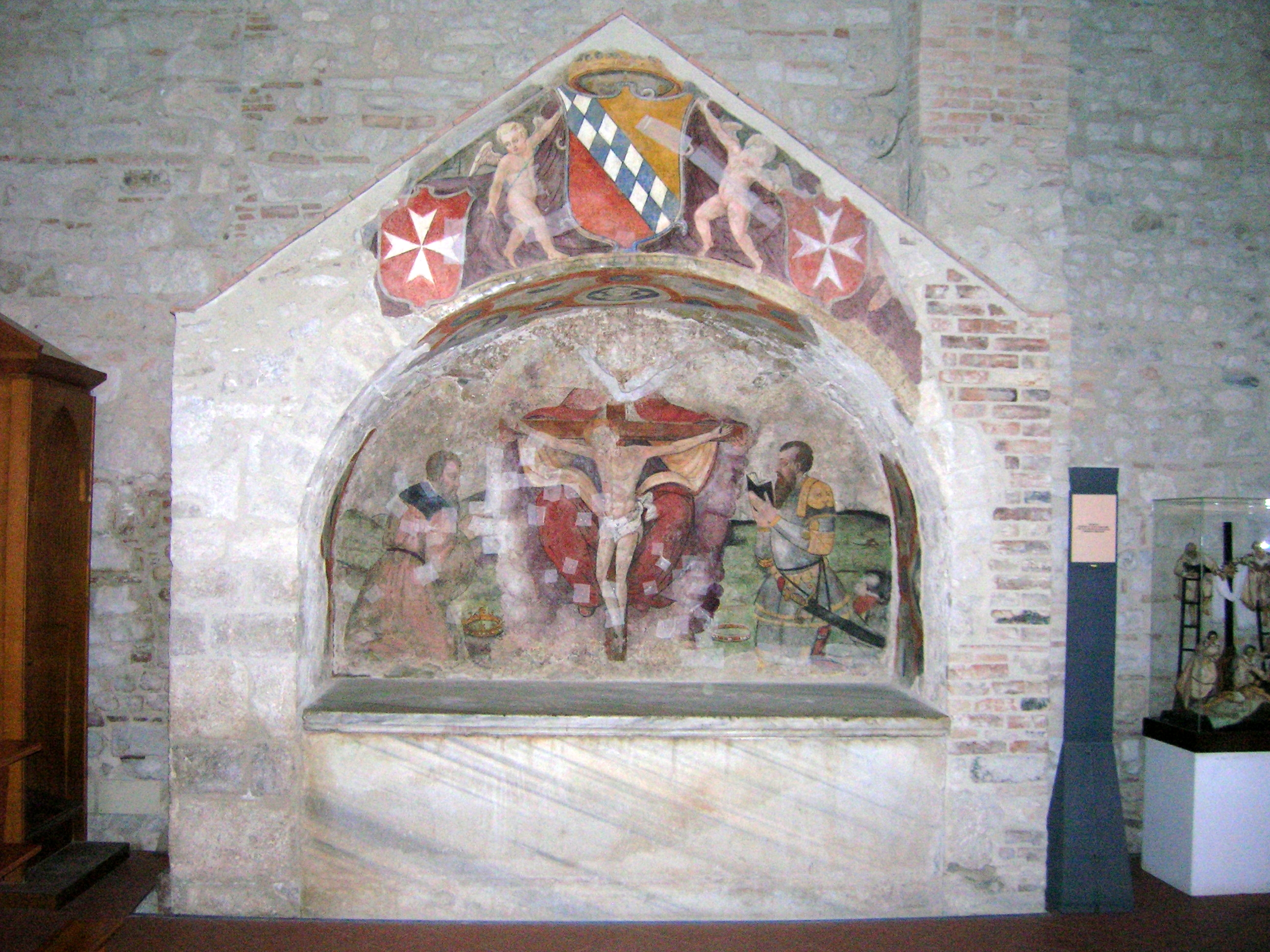
Родова усипальниця Отвілів, абатство Сантіссіма-Трініта, Веноза

Дружина (з 1058) — Марія, дочка Гвідо, герцога Сорренто.
Діти:
- Річард Салернський, учасник Першого хрестового походу
- Роберт Принципатський
- невідомий син